# رشاد الراعي الشائع
رشاد الراعي الشائع (الاسم العلمي: Teesdalia nudicaulis) هو نوع من النباتات المزهرة من الفصيلة الكرنبية. موطنها الأصلي ماديرا والمغرب وكل أوروبا تقريبًا، ولكنها انقرضت محليًا في سويسرا والمجر. وأدخل النوع إلى السواحل الشرقية والغربية للولايات المتحدة وجنوب تشيلي. يتواجد النبات في المروج والحقول وجوانب الطرق.
- شتلة
- أوراق النبات
- لقطة مقربة لرأس الزهرة
- تفاصيل الزهور
- النبات بشكل عام
- مجموعة
- النبات بحلول الأول من يوليو
- النبات على حافة الطريق
- وقت نضج البذور
- البذور